# Олигер, Михаил Александрович
Михаи́л Алекса́ндрович Олигер (10 июня 1913, Нижний Новгород — 21 апреля 1994, Ижевск) — советский инженер-конструктор радиотехнических приборов.

## Биография
Окончил Горьковский университет. Работал в Центральной военно-индустриальной радиолаборатории (ЦВИРЛ) имени М. В. Фрунзе (с марта 1946 года — завод № 326, c февраля 1954 года — Завод имени Фрунзе). В 1945 году совместно с В. П. Курячьевым разработал генератор стандартных сигналов ГСС-6, ставший основным в этой области радиотехники и серийно выпускавшийся заводом имени М. В. Фрунзе до 1963 года.
С августа 1947 года — начальник сектора и заместитель главного конструктора изделия «Дейтон» (измерительная аппаратура для обеспечения производства и эксплуатации радиолокационных станций). В 1949 году комплекс «Дейтон» передан в серийное производство.
В 1953 году под руководством главного конструктора разработки В. П. Курячьева был создан высотный взрыватель — радиодатчик РД-2 («Север»). В 1955—1956 годах он успешно прошёл испытания в составе первой советской водородной бомбы РДС-6с на Семипалатинском полигоне и передан в серийное производство на завод имени М. В. Фрунзе Постановлением СМ СССР № 377-228сс «О присуждении Сталинских премий, представлении к награждению орденами и выдаче денежных премий инженерно-техническим работникам за разработку прибора „Вибратор“ типа „РД-2“» от 24 февраля 1955 года Сталинскую премию второй степени получил, в том числе, Олигер Михаил Александрович — заместитель главного конструктора НИИ-11 Министерства радиотехнической промышленности, с выплатой денежной премии в размере 20 тысяч рублей.